# Championnat de Suède féminin de volley-ball
Le Championnat de Suède de volley-ball féminin est la compétition nationale majeure, créée en 1961. Il est organisé par la Fédération suédoise de volley-ball (Svenska Volleybollförbundet, SVBF).

## Palmarès
| Année | Champion             | Finaliste       | Troisième       |
| ----- | -------------------- | --------------- | --------------- |
| 1962  | Boson NS             |                 |                 |
| 1963  | Boson NS             |                 |                 |
| 1964  | Boson NS             |                 |                 |
| 1965  | Kolbäck VK           |                 |                 |
| 1966  | Boson NS             |                 |                 |
| 1967  | Boson NS             |                 |                 |
| 1968  | Vallentuna BK        |                 |                 |
| 1969  | Kolbäck VK           |                 |                 |
| 1970  | Värnamo FK           |                 |                 |
| 1971  | Alingsås VK          |                 |                 |
| 1972  | Värnamo FK           |                 |                 |
| 1973  | Värnamo FK           |                 |                 |
| 1974  | Värnamo FK           |                 |                 |
| 1975  | Sollentuna VK        |                 |                 |
| 1976  | Sollentuna VK        |                 |                 |
| 1977  | Sollentuna VK        |                 |                 |
| 1978  | Sollentuna VK        |                 |                 |
| 1979  | Sollentuna VK        |                 |                 |
| 1980  | Sollentuna VK        |                 |                 |
| 1981  | Sollentuna VK        |                 |                 |
| 1982  | Sollentuna VK        |                 |                 |
| 1983  | Sollentuna VK        |                 |                 |
| 1984  | Sollentuna VK        |                 |                 |
| 1985  | Sollentuna VK        |                 |                 |
| 1986  | Sollentuna VK        |                 |                 |
| 1987  | Sollentuna VK        |                 |                 |
| 1988  | Sollentuna VK        |                 |                 |
| 1989  | Upsala Studenters IF |                 |                 |
| 1990  | Sollentuna VK        |                 |                 |
| 1991  | Sollentuna VK        |                 |                 |
| 1992  | Sollentuna VK        |                 |                 |
| 1993  | Uppsala VBS          |                 |                 |
| 1994  | Vallentuna VBK       |                 |                 |
| 1995  | Sollentuna VK        |                 |                 |
| 1996  | KFUM Örebro          |                 |                 |
| 1997  | KFUM Örebro          |                 |                 |
| 1998  | KFUM Örebro          |                 |                 |
| 1999  | KFUM Örebro          |                 |                 |
| 2000  | KFUM Örebro          |                 |                 |
| 2001  | KFUM Örebro          | Katrineholms VK |                 |
| 2002  | Katrineholms VK      | Vallentuna VBK  |                 |
| 2003  | Örebro VBS           | Katrineholms VK |                 |
| 2004  | Örebro VBS           | Vallentuna VBK  |                 |
| 2005  | Örebro VBS           | Engelholms VS   |                 |
| 2006  | Engelholms VS        | Vallentuna VBK  |                 |
| 2007  | Sollentuna VK        | Engelholms VS   | Vallentuna VBK  |
| 2008  | Örebro VBS           | Vallentuna VBK  | Engelholms VS   |
| 2009  | Engelholms VS        | Katrineholms VK | Örebro VBS      |
| 2010  | Katrineholms VK      | Engelholms VS   | Örebro VBS      |
| 2011  | Katrineholms VK      | Engelholms VS   | Lindesberg VBK  |
| 2012  | Lindesberg VBK       | Hylte/Halmstad  | Katrineholms VK |
| 2013  | Katrineholms VK      | Lindesberg VBK  | Engelholms VS   |
| 2014  | Hylte/Halmstad       | Svedala VBK     | Engelholms VS   |
| 2015  | Engelholms VS        | Hylte/Halmstad  | Lindesberg VBK  |
| 2016  | Engelholms VS        | Örebro VBS      | Hylte/Halmstad  |
| 2017  | Engelholms VS        | Hylte/Halmstad  | Örebro VBS      |
| 2018  | Engelholms VS        | Hylte/Halmstad  | Örebro VBS      |
| 2019  | Engelholms VS        | Örebro VBS      | Hylte/Halmstad  |
| 2020  | non terminé          | non terminé     | non terminé     |

## Bilan par club
| Club            | Titres | Ville       | Année |
| --------------- | ------ | ----------- | --- |
| Sollentuna VK   | 19     | Sollentuna  | 1975, 1976, 1977, 1978, 1979, 1980, 1981, 1982, 1983, 1984, 1985, 1986, 1987, 1988 1990, 1991, 1992, 1995, 2007 |
| Örebro VBS      | 10     | Örebro      | 1996, 1997, 1998, 1999, 2000, 2001, 2003, 2004, 2005, 2008                                                      |
| Engelholms VS   | 7      | Ängelholm   | 2006, 2009, 2015, 2016, 2017, 2018, 2019                                                                        |
| Bosöns IK       | 5      | Bosöns      | 1962, 1963, 1964, 1966, 1967                                                                                    |
| Värnamo FK      | 4      | Värnamo     | 1970, 1972, 1973, 1974                                                                                          |
| Katrineholms VK | 4      | Katrineholm | 2002, 2010, 2011, 2013                                                                                          |
| Kolbäck VK      | 2      | Kolbäck     | 1965, 1969 |
| Vallentuna VBK  | 2      | Vallentuna  | 1968, 1994 |
| Uppsala VBS     | 2      | Uppsala     | 1989, 1993 |
| Alingsås VK     | 1      | Alingsås    | 1971 |
| Lindesberg VBK  | 1      | Lindesberg  | 2012 |
| Hylte/Halmstad  | 1      | Hyltebruk   | 2014 |